# エイスクエア
エイスクエア（A・SQUARE）は、滋賀県草津市西渋川のJR草津駅西口にある綾羽株式会社が運営する大型ショッピングモールである。「新しいトキメキが待ついつもの広場。」がコンセプトである。

## 概要
JR草津駅西口に草津市まちづくり計画の一環として1996年（平成8年）3月26日に開業した商業施設。レイアウトは平面駐車場を囲むようにして核施設が配置されている。駅側のエントランスに専門店街SARAがあり、右手にディオワールド、奥側にアルプラザ草津が立地する。
専門店街の「SARA」は「Shopping Amusement & Restaurant Avenue」の頭文字を取ったもの。SARAには各種専門店やレストランが配置されている。

## 建物構造
店舗面積は58,611m2で、ビバシティ彦根やイオン近江八幡ショッピングセンターを上回り、ピエリ守山が開業するまでは滋賀県最大であった。
- アル・プラザ草津：地上4階建・塔屋、立体、屋上駐車場
- ディオワールド本館：地上平屋建・一部塔屋、屋上駐車場
- ディオワールド2号館：地上平屋建・一部塔屋、屋上駐車場
- ディオワールド3号館：地上2階建・塔屋、屋上駐車場
- BIG SARA：地上平屋建・一部塔屋、屋上駐車場
- SARA（サラ）北館（エイスクエア専門店棟）：地上2階建、屋上駐車場
- SARA（サラ）南館（エイスクエア専門店棟）：地上2階建（一部平屋建）
- SARA（サラ）東館&パーキング（エイスクエア専門店棟）：地上2階建、立体駐車場
- センターフードヴィレッジ：地上平屋建
- ノースフードヴィレッジ：地上平屋建

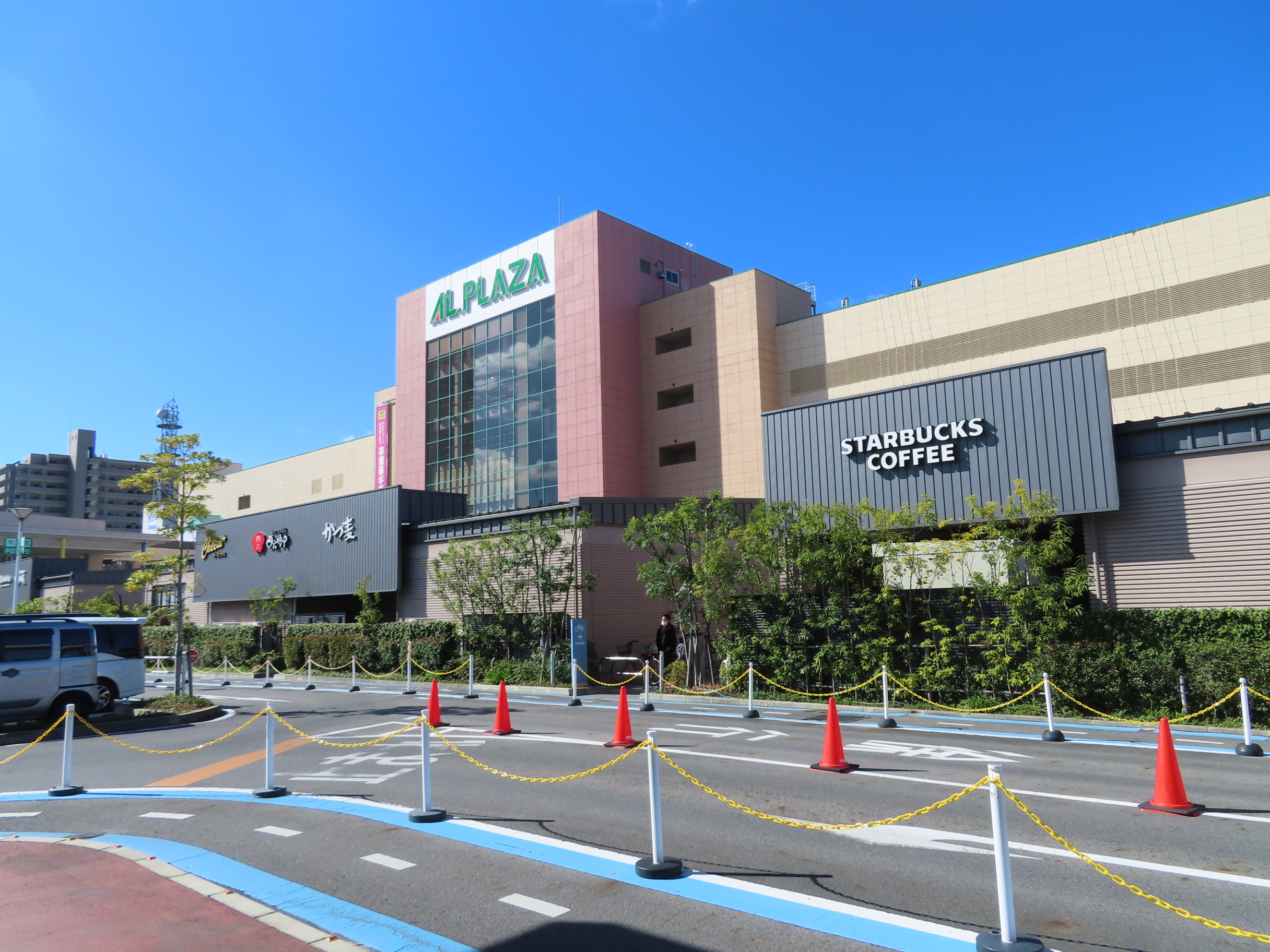
アルプラザ草津（奥）とセンターフードヴィレッジ（手前）
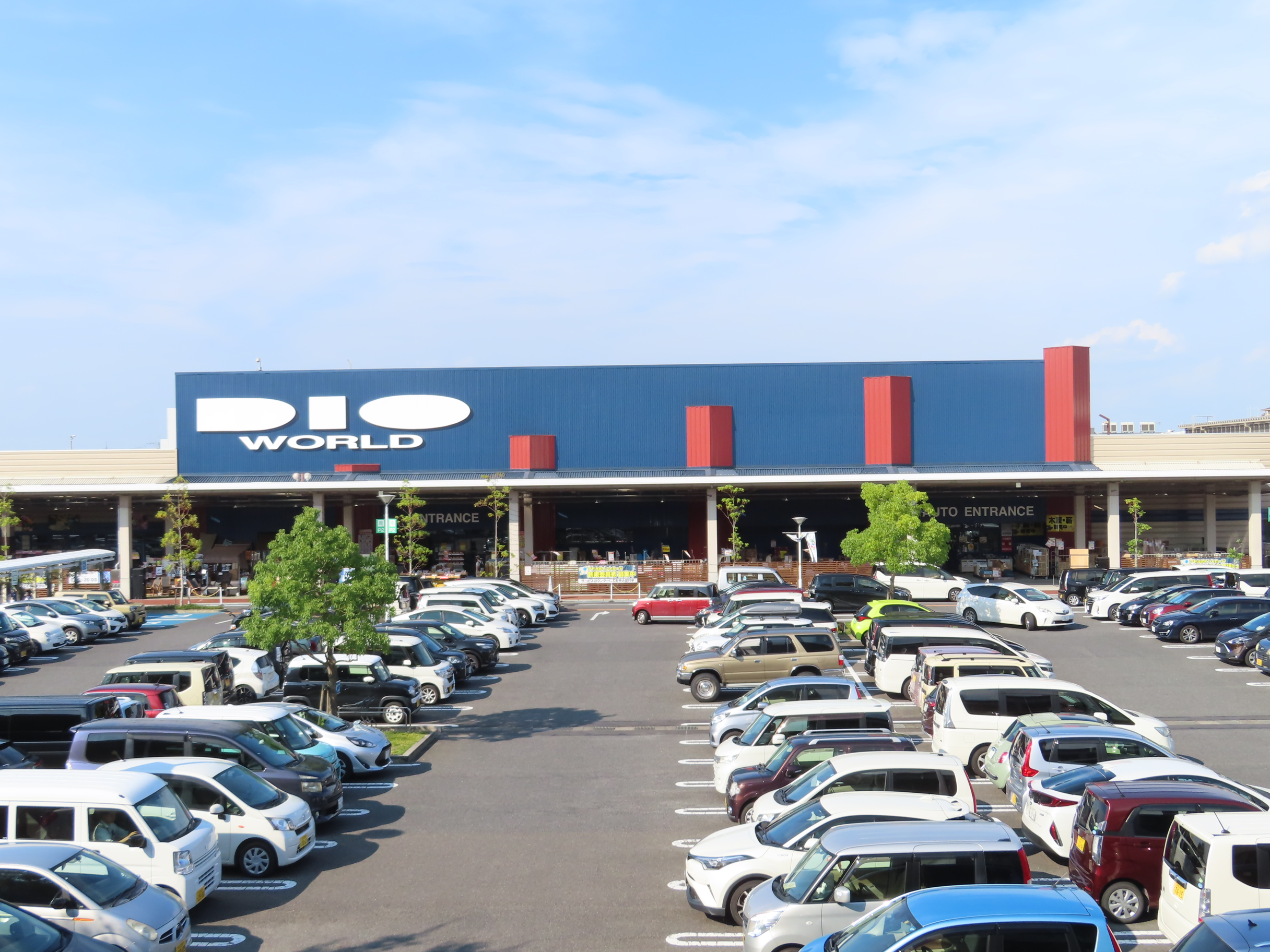
DIO WORLD
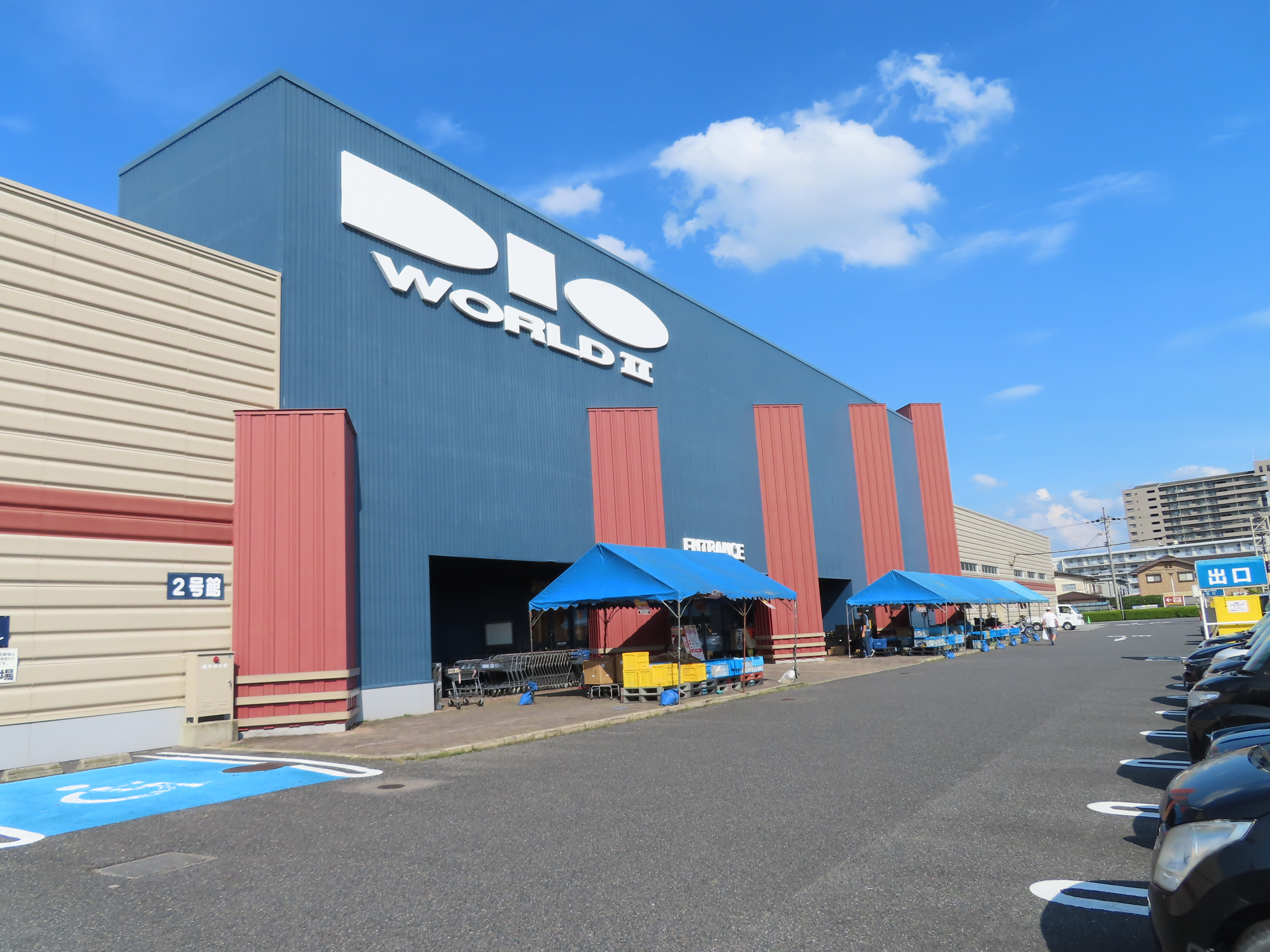
DIO WORLD II（2号館）
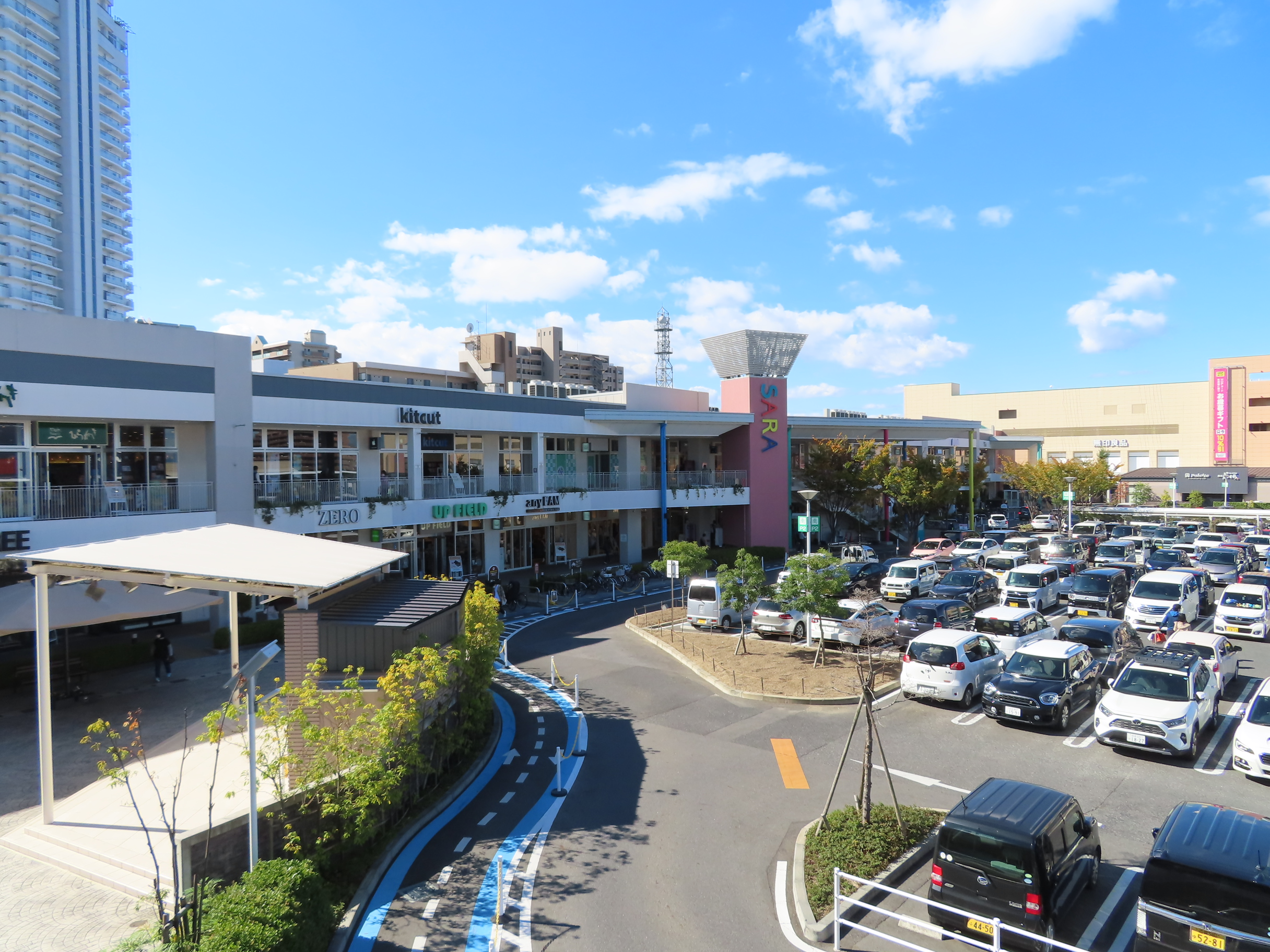
SARA南館
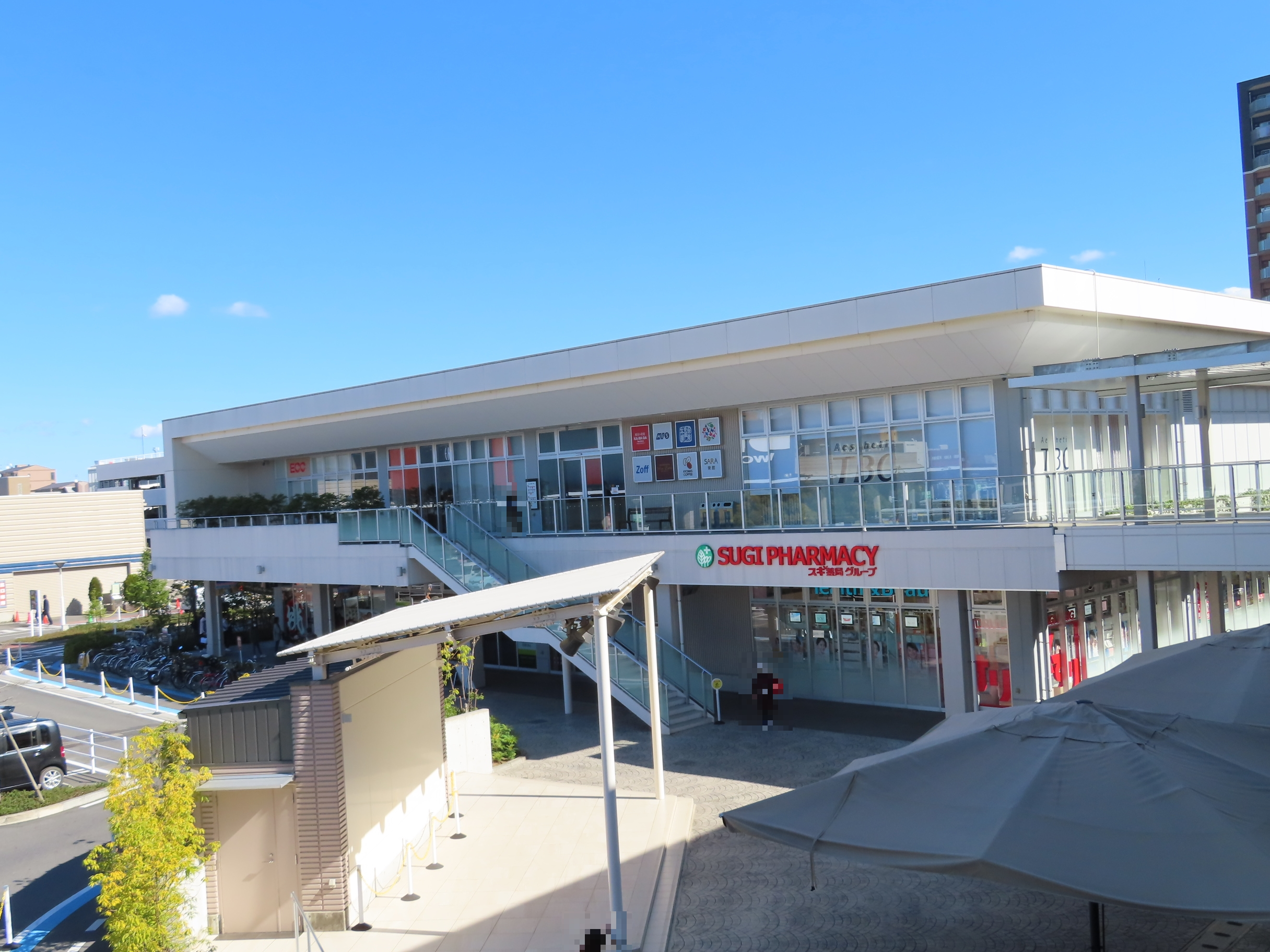
SARA東館
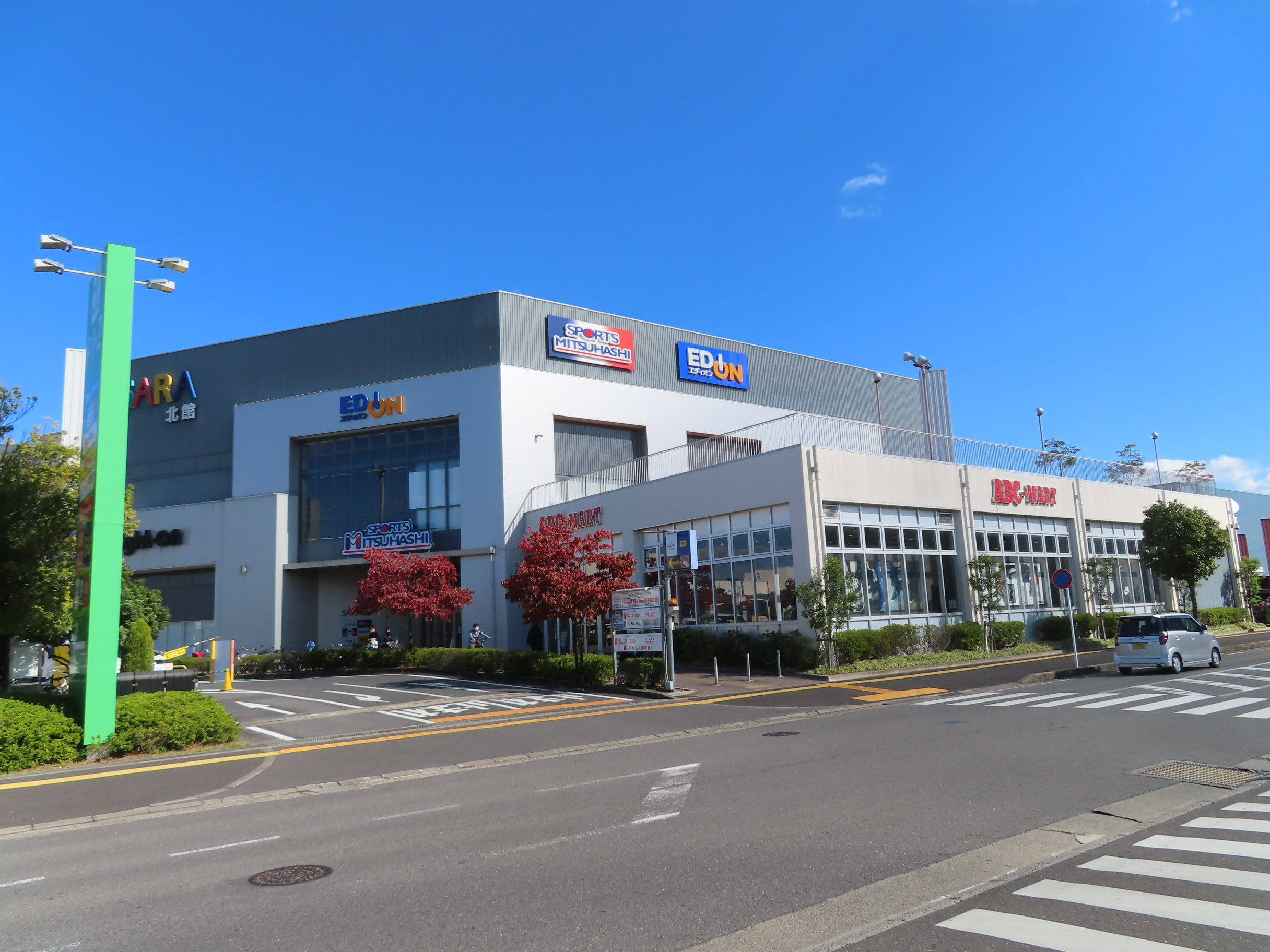
SARA北館
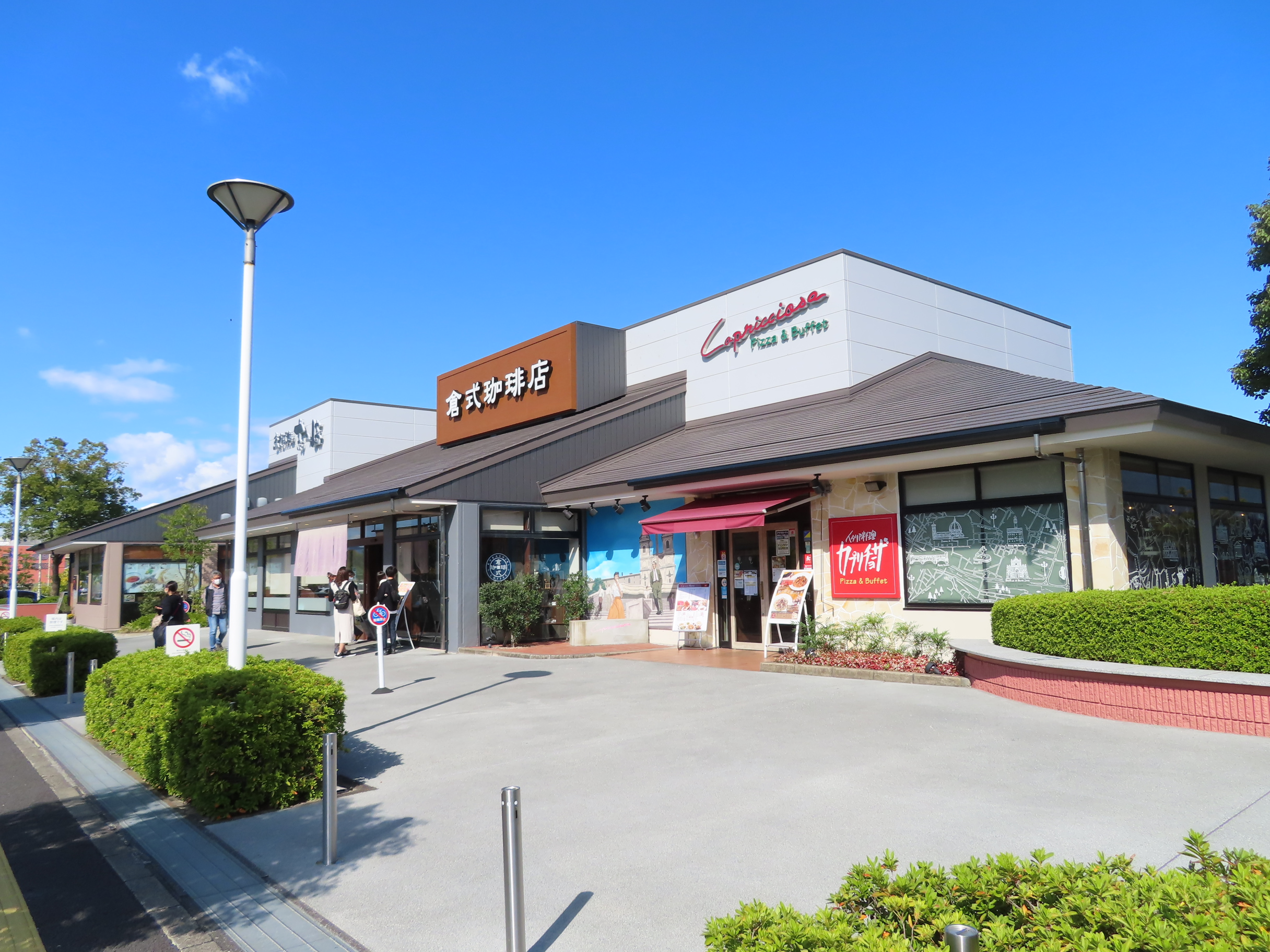
ノースフードヴィレッジ

## 沿革
現在エイスクエアのある地は地方競馬場の跡地であり、その後1957年（昭和32年）に綾羽が紡績工場を建てたという経緯がある。
- 1996年（平成8年）3月26日 - エイスクエア開業[1]。
- 1999年（平成11年）2月9日 - ディオワールド2号館・ノース棟（アカチャンホンポ、無印良品）が開店[3]。
- 2007年（平成19年） - 同年末にディオワールド3号館棟開業。また、専門店棟SARA（サラ）を2階建てに拡張するための建て替えが決定。
- 2008年（平成20年）
  - 3月 - 専門店棟SARA（サラ）が建て替えのため一時閉鎖開始。
  - 6月 - ノース棟を増築しユニクロが開店。
  - 10月末 - アル・プラザ草津が大幅改装を実施しリニューアルオープン。
  - 11月14日 - 専門店棟SARA（サラ）※現SARA南館　建て替え完了し再開業。エイスクエアリニューアルオープン。
  - 11月27日 - 専門店棟SARA（サラ）内にマツモトキヨシが開店（滋賀県1号店）。
- 2014年（平成26年）
  - 3月19日 - 専門店棟SARA（サラ）　リニューアルオープン。
  - 4月10日 - アル・プラザ草津食品フロアリニューアルオープン。
- 2016年（平成28年）9月10日 - SARA東館＆パーキング、センターフードヴィレッジ（飲食棟）オープン[4]。
- 2017年（平成29年）9月2日 - SARA北館オープン、スポーツミツハシなどが開店[5]。
- 2020年（令和2年）10月30日 - BIG SARAにGUが開店[注釈 1]。

## 営業時間
- アル・プラザ草津 - 午前10時-午後9時
- ディオワールド - 午前9時-午後8時（プロセンター・園芸外売場は午前8時-午後8時）
- アカチャンホンポ、GU[注釈 1]、ユニクロ、ディオワールド3号館棟 - 午前10時-午後8時
- レストラン（ノースフードヴィレッジ、センターフードヴィレッジ、SARA東館＆パーキング）、SARA専門店街 - 店舗により異なる

## 駐車場
約3,000台（入庫より2時間まで無料、以降1時間毎に300円、買物で1時間無料サービスあり）

## 入居店舗
- エイスクエア専門店棟SARA（Book house ひらがき、セガワールドほか）
- アル・プラザ草津（平和堂）棟（核店舗）
- ディオワールド草津本館棟、2号館棟、3号館棟（核店舗）
- BIG SARA（アカチャンホンポ、GU[注釈 1]、ユニクロ）
- レストラン・カフェ（スターバックスコーヒー、カプリチョーザ、サイゼリヤ、ベビーフェイスプラネッツほか）

## 競合店舗
- くさつ平和堂
- 近鉄百貨店草津店
- エルティ932・ガーデンシティ草津（旧ヒカリ屋草津店）
- イオンモール草津

## 備考
- ASQUARE（エイスクエア）のAは、アヤハを表している。もともとは、アヤハプラザ草津だった。
- 専門店モール（現SARA南館）の建て替え時に入っていた専門店は建て替え期間中、ディオワールドの3号館2階フロアに移転し2008年10月末まで仮営業していた。（セガワールドのみ、11月13日まで一時休業をとっていた）。なお、この建て替え工事以前はロッテリアが営業していた。
- 2008年11月の新装オープンに伴い、平面駐車場の区画が変更された。アル・プラザ草津の2階と専門店棟2階をつなぐデッキの設置が行われた。また、ディオワールドは売場を拡大させるなどのリニューアルを実施した。
- 仮店舗が入っていたディオワールド3号館2階はエレベーターなどを不停止にした上で閉鎖されていたが、現在はエディオンが入居している。
- 以前に、大型住宅展示場も営業していた（旭化成ホームズ、積水ハウスなどのモデルハウスが建っていた）。